# John Dramani Mahama
John Dramani Mahama (ur. 29 listopada 1958 w Damongo) – ghański polityk i historyk, deputowany do parlamentu w latach 1997–2009, minister komunikacji w latach 1998–2001. Wiceprezydent Ghany od 7 stycznia 2009 do 24 lipca 2012, po śmierci Johna Atta-Millsa prezydent Ghany od 24 lipca 2012 do 7 stycznia 2017 oraz ponownie od 7 stycznia 2025.

## Edukacja i początki kariery zawodowej
John Dramani Mahama urodził się w 1958 w Damongo w Regionie Północnym. Jego ojciec, Emmanuel Adama Mahama, był deputowanym do Parlamentu Ghany oraz komisarzem regionalnym Regionu Północnego po uzyskaniu przez kraj niepodległości w 1957. Uczęszczał do szkoły Achimota School w Dystrykcie Stołecznym Akra. Następnie studiował na University of Ghana, uzyskując w 1981 tytuł licencjacki z dziedziny historii. W 1986 ukończył podyplomowe studia w zakresu komunikacji, po czym wyjechał na stypendium do Instytutu Nauk Społecznych w Moskwie. 
Po zakończeniu nauki powrócił do Ghany i w latach 1991–1996 pracował jako urzędnik ds. informacji, kultury i badań w Ambasadzie Japonii w Akrze. Następnie pracował jako menedżer ds. stosunków międzynarodowych w pozarządowej organizacji Plan International. 

## Działalność polityczna
W grudniu 1996 Dramani Mahama po raz pierwszy uzyskał mandat deputowanego do Parlamentu Ghany w okręgu Bole-Bamboi z ramienia Narodowego Kongresu Demokratycznego (NDC). Objął go oficjalnie 7 stycznia 1997. W kwietniu 1997 objął stanowisko wiceministra komunikacji w rządzie prezydenta Jerry'ego Johna Rawlingsa, które zajmował do listopada 1998. Od listopada 1998 do stycznia 2001 pełnił funkcję ministra komunikacji. Jako minister brał udział w pracach nad nowymi regulacjami w zakresie usług telekomunikacyjnych po deregulacji tego rynku w 1997. Był również jednym z założycieli Komisji ds. AIDS oraz wiceprzewodniczącym komitetu ds. wprowadzenia podatku VAT. 
W wyborach parlamentarnych w 2000 oraz w 2004 ponownie uzyskał reelekcję. W parlamencie zasiadał do 7 stycznia 2009. W czasie, gdy NDC przebywał w opozycji (2001–2009), był początkowo rzecznikiem partii ds. komunikacji (2001–2004), a następnie rzecznikiem ds. spraw zagranicznych (2005–2009). W 2002 wszedł w skład zespołu międzynarodowych obserwatorów monitorujących wybory prezydenckie w Zimbabwe. W 2003 został deputowanym do Parlamentu Panafrykańskiego.
W wyborach w grudniu 2008 ubiegał się o stanowisko wiceprezydenta u boku Johna Atta-Millsa. Po jego zwycięstwie, 9 stycznia 2009 objął urząd. 24 lipca 2012, po śmierci Atta-Millsa, zgodnie z konstytucją został zaprzysiężony na stanowisku prezydenta kraju. 30 sierpnia 2012 został wybrany kandydatem NDC w wyborach prezydenckich zaplanowanych na grudzień 2012. 
W wyborach rozegranych 7 i 8 grudnia 2012 roku uzyskał wynik 50,70% głosów, wygrywając m.in. z kandydatem Nowej Partii Patriotycznej, Naną Akufo-Addo, który uzyskał 47,7% głosów. 7 stycznia 2013 został zaprzysiężony na 4-letnią kadencję. Nowa Partia Patriotyczna oprotestowała wyniki i odwołała się od nich do Sądu Najwyższego, powołując się na przypadki nieprawidłowości, w tym oddawanie głosów przez niezarejestrowanych wyborców. Sąd Najwyższy odrzucił jednak skargę, również międzynarodowi obserwatorzy uznali wybory za wolne i sprawiedliwe. 
W wyborach prezydenckich 8 grudnia 2016 ubiegał się o reelekcję. Przegrał tym razem już w pierwszej turze wyborów z kandydatem opozycji, Naną Akufo-Addo, zdobywając 44,4% głosów, podczas gdy jego rywal uzyskał 53,8% głosów. Uznał swoją porażkę i zapowiedział przekazanie władzy 7 stycznia 2017. W 2020 kandydował w kolejnych wyborach, gdzie ponownie przegrał z Akufo-Addo (otrzymał wówczas 47,4% głosów). Zwyciężył natomiast w następnych wyborach (7 grudnia 2024), uzyskując 56,55% głosów . 7 stycznia 2025 ponownie objął urząd prezydenta.    

## Rodzina
John Dramani Mahama jest żonaty z Lordiną Mahama. Ma siedmioro dzieci. Są członkami Zborów Bożych.